# Бёсен, Конни
Конни Бёсен (англ. Connie Boesen) — американский государственный и политический деятель. С января 2024 года работает мэром Де-Мойна, штат Айова .

## Биография
Родилась в Де-Мойне, штат Айова. Её отец, Кен Фулк, руководил ярмаркой штата Айова. Окончила Восточную среднюю школу в Де-Мойне, затем училась в муниципальном колледже Де-Мойна и университете Гранд-Вью. Работала в компании Younkers 34 года. В 1988 году основала концессионную компанию Applishus.
С 2003 по 2017 год работала в школьном совете Де-Мойна. В 2017 году была избрана в городской совет Де-Мойна и переизбрана в 2021 году. В марте 2023 года выдвинула свою кандидатуру на выборах на должность мэра. Во втором туре выборов победила своего коллегу-члена совета Джоша Мандельбаума. Вступила в должность 2 января 2024 года.